# Arenberg-Nordkirchener
L′Arenberg-Nordkirchener (allemand : Arenberg-Nordkirchener) est une race de poneys originaire d'Allemagne. Considérée comme extrêmement menacée, elle perdure en effectifs très réduits, de l'ordre de 20 à 25 sujets.

## Histoire
La race est développée au début des années 1920, sur les terres du duc d'Arenberg en Westphalie, à partir de poneys de Dülmen, croisés avec des Koniks et des chevaux lituaniens pour obtenir un poney de selle d'après la version de CAB International, ou avec des Panje et des Welsh B selon le guide Delachaux, moins fiable.
La race est considérée comme pratiquement éteinte dans les années 1960, puis est dispersée dans les années 1980. Les poneys restants sont présumés tous incorporés dans le poney de selle allemand.
La race était présumée éteinte en 1984, lorsqu'elle est présentée au Berlin International Green Week. En 1995, un très faible nombre d'individus survivants est découvert.

## Description
Le modèle est celui du poney de selle léger. Il toise de 1,20 m à 1,40 m selon CAB International (2016), le guide Delachaux indiquant une fourchette plus élevée en moyenne, de 1,32 m à 1,40 m.
La tête, de profil rectiligne, est portée assez haut sur l'encolure. Le garrot est bien sorti, les pieds sont petits.
La robe est généralement baie, alezane, grise, plus rarement souris, avec des marques primitives visibles,.

## Utilisations
La race est apte à l'équitation sur poney, entre autres pour le saut d'obstacles.

## Diffusion de l'élevage
Ce poney est propre à la Westphalie. Depuis 1999, la race perdure en nombre extrêmement réduit, de l'ordre de 20 à 25 individus. L'Arenberg-Nordkirchner est considéré comme étant « en danger critique d'extinction » par la FAO, en 2007, année où il ne reste qu'une poignée d'individus.
L'Arenberg-Nordkirchner ne figure ni dans l'étude menée par l'université d'Uppsala, publiée en août 2010 pour la FAO, ni dans la base de données DAD-IS.